# Clare-Hope Ashitey
Clare-Hope Naa K. Ashitey, créditée sous le nom de Claire-Hope Ashitey, est une actrice britannique, née le 12 février 1987 à Enfield, Middlesex, Angleterre. Elle a suivi les cours du Centre Stage School of Performing Arts de Southgate, après avoir été diplômée en anthropologie à la SOAS.

## Filmographie

### Cinéma
- 2005 : Shooting Dogs : Marie
- 2006 : Les Fils de l'homme : Kee
- 2007 : Exodus : Zipporah
- 2011 : Black Brown White : Jackie
- 2012 : Candle to Water : Shona
- 2013 : All Is by My Side : Lithofayne 'Faye' Pridgeon
- 2016 : I.T. : Joan
- 2016 : The White King : Gaby

### Courts-métrages
- 2016 : Seekers

### Séries télévisées
- 2010 : Coming Up : Helen
- 2011 : Top Boy : Taylor
- 2012 : Mrs Biggs : Réceptionniste
- 2014-2016 : Suspects : DC Charlie Steele / DS Charlie Nelson
- 2015-2017 : Doctor Foster : Carly
- 2017 : Master of None : Sara
- 2017 : Shots Fired : Kerry Beck
- 2018 : Seven Seconds : KJ Harper
- 2020 : Meurtres au paradis : Alesha williams
- 2020 : Doctor Who : Rakaya
- 2021 : Riviera : Ellen Swann
- 2023 : Funny Woman : Diane Lewis